# Suka Mulia (Rantau)
Suka Mulia is een bestuurslaag in het regentschap Aceh Tamiang van de provincie Atjeh, Indonesië. Suka Mulia telt 2277 inwoners (volkstelling 2010).